# Father's Little Dividend
Father's Little Dividend is een Amerikaanse filmkomedie uit 1951 onder regie van Vincente Minnelli. De film werd destijds in Nederland uitgebracht onder de titel Vader plukt de vruchten.

## Verhaal
Stanley Banks kan maar niet wennen aan het idee dat zijn dochter Kay moeder wordt. Hij had al bezwaren tegen het huwelijk en door het nieuws over haar zwangerschap wordt het hem allemaal te veel. Bovendien krijgt hij het aan de stok met de schoonouders van Kay.

## Galerij

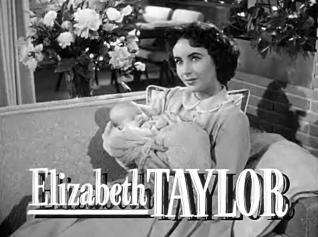
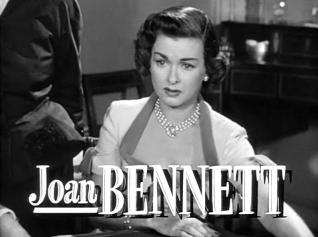
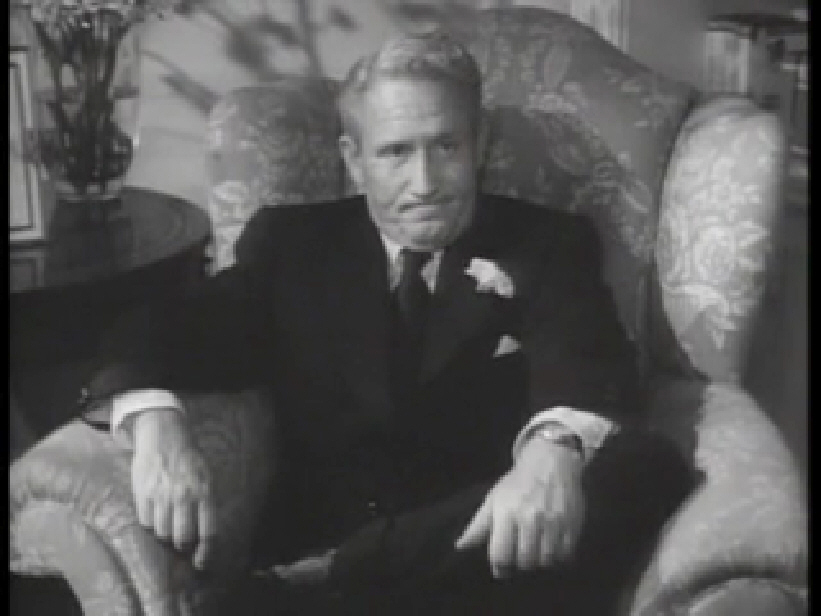

## Rolverdeling
| Acteur           | Personage          |
| ---------------- | ------------------ |
| Spencer Tracy    | Stanley Banks      |
| Joan Bennett     | Ellie Banks        |
| Elizabeth Taylor | Kay Dunstan        |
| Don Taylor       | Buckley Dunstan    |
| Billie Burke     | Doris Dunstan      |
| Moroni Olsen     | Herbert Dunstan    |
| Richard Rober    | Brigadier          |
| Marietta Canty   | Delilah            |
| Russ Tamblyn     | Tommy Banks        |
| Tom Irish        | Ben Banks          |
| Hayden Rorke     | Dr. Andrew Nordell |
| Paul Harvey      | Dominee Galsworthy |